# Efterbehandling
Efterbehandling av en färdig väv är alla de moment till dess att tyget är brukbart. Tvättning av ny väv är nödvändig för till exempel möbeltyger där krympningen måste ske före användningen, men som regel avstår man från att tvätta den nya väven. Tyget behöver alltid pressas eller strykas och fållas eller monteras. Val av avslutning vid kanterna är helt beroende av användningsområde och kan vara fransar, fållar av olika slag eller flätning.